# Castello di Cassano d'Adda
Il Castello di Cassano d'Adda sorge in un luogo di importanza strategica per il controllo del valico dell'Adda, naturale baluardo che garantiva la difesa e il controllo del transito delle merci. Posto nel punto più alto della bastionata, dove il fiume descrive un'ampia ansa verso levante, lambito dalle acque del canale della Muzza, derivato dal fiume nel 1220. Rielaborata tra i secoli XVi e XVII, la struttura del castello è ancora oggi conservata in ottimo stato.
Risale all'anno 877 il primo e più antico documento che ne attesta la presenza, ma è sicuramente dopo l'anno mille che il castello acquisì maggiore importanza divenendo proprietà prima dei Visconti (1313) e, in seguito, degli Sforza (1447).

## Architettura
Dal punto di vista stilistico, il Castello di Cassano d'Adda riprende l'architettura tipicamente sforzesca nei contrafforti, eretti dall'architetto milanese Bartolomeo Gadio, mentre la facciata che dà sulla piazza è tipicamente viscontea.
Inoltre, è soprattutto grazie al restauro di Bartolomeo Gadio che è possibile ammirare ancora oggi il castello, colpito da numerosi combattimenti nel corso dei secoli. Un'ulteriore opera di restauro esterno è terminata nel 1993, permettendo all'edificio di riacquistare la sua originale imponenza e sobrietà.
Nel cortile interno si osservano una serie di archi ogivali.

## Storia

### Origini
Nel XIII secolo Cassano era poco più di una fattoria di proprietà del monastero di S. Ambrogio di Milano, circondata da poche casupole di contadini: i testi di Sire Raul e Ottone Morena, storici dell'epoca, non accennano all'esistenza di un castello, mentre da altri documenti risulta che fin dall'epoca dell'arcivescovo Ansperto di Milano esistesse in quel luogo una fortificazione. La costruzione del Castello di Cassano sembra risalire all'epoca carolingia (non c'è documentazione sicura su cui risalire per determinare l'anno di costruzione del castello, che tuttavia sembra intorno all'anno 808), in un luogo tale da dominare il fiume Adda. Durante il Medioevo, fu oggetto di contese tra guelfi e ghibellini e in seguito tra i Della Torre e Visconti. La costruzione del castello e dell'attiguo ricetto, nel quale nei momenti di pericolo trovavano rifugio gli abitanti della campagna, si deve a Ottone Visconti, arcivescovo di Milano dal 1261 al 1295, il quale ne fece un baluardo contro i Della Torre, che scacciati da Milano si erano rifugiati nella Gera d'Adda.

### Medioevo
Nel 1294 Ottone fece ampliare la rocca su tre lati, includendola nel novero delle fortezze statali anziché arcivescovili: ciò sta a indicare l'inizio della politica di trasferimento del potere ecclesiastico a quello laico a favore della sua famiglia. Una volta consolidato il potere visconteo, il castello venne ulteriormente potenziato, diventando un caposaldo della linea difensiva dell'Adda verso oriente, contro le mire espansionistiche della Repubblica di Venezia. Tra il 1355 e il 1370 Bernabò Visconti intraprese grandi opere per la costruzione e il potenziamento dei suoi castelli a difesa del suo Stato. Ai rimaneggiamenti viscontei a Cassano avrebbe lavorato, Francesco Beneduso, uno dei primi e dei pochi nomi di architetti di castelli lombardi che siano noti. I secoli XIV e XV videro la rocca di Cassano teatro di un'interminabile serie di guerre tra famiglie e signorie rivali, in lotta per il predominio su Milano.
Nel 1406 nel castello venne imprigionato e poi strangolato Antonio Visconti. Nel 1426 papa Martino V si impossesso del castello, nel tentativo di farsi mediatore tra Milano e Venezia, la cui rivalità comprometteva l'equilibrio politico della penisola. Nel 1446 i veneziani, varcata l'Adda, colsero alle spalle le truppe di Filippo Maria Visconti e si impossessarono della rocca. Furono i veneziani a potenziare il castello e il ricetto cingendoli con un fossato e costruendo un bastione a stella all'imbocco del canale Muzza, fortini sulla Terra, isolotto tra i due corsi d'acqua, un ponte levatoio in legno e altre fortificazioni lignee sulla sponda opposta del fiume, al fine di ostacolare o ritardare il ritorno del nemico. Estinta la dinastia dei Visconti, i milanesi chiamarono il condottiero Francesco Sforza dalla Romagna: in dieci giorni lo Sforza conquistò il castello. Il nuovo duca, ritenendo il luogo di vitale importanza per la difesa di Milano, affidò i lavori di potenziamento del castello di Cassano a Bartolomeo Gadio, uno dei massimi architetti militari del XV secolo, che nell'epistolario lasciò ampia documentazione dei lavori eseguiti. Avvalendosi dell'opera di altri ingegneri militari, ognuno con specifiche competenze, ideò l'imponente muraglia a doppio muro munito di contrafforti esterni e casematte che scende fino al piano della Muzza, e predispose l'allargamento della bocca del canale stesso per aumentarne la portata d'acqua a scopo difensivo.
Il Gadio munì anche di merli e falconiere gli spalti del castello. Gli onerosi lavori di fortificazione vennero ostacolati da difficoltà economiche, alle quali lo Sforza cercò di ovviare imponendo sovra tassazioni sul sale e dirottando a Cassano le maestranze impegnate nella fabbrica del castello di Milano. Anche se non tutti i lavori progettati dal Gadio vennero realizzati, il castello di Cassano divenne la rocca più munita di tutto il confine orientale del Ducato.

### Età moderna
Nel 1538 il feudo fu concesso da Carlo V alla famiglia D'Adda e nel 1549 divenne marchesato. Passò poi ai Castaldi, che lo tennero fino al 1752. Fu poi concesso ai Bonelli, e da questi venduto nel 1781 al marchese Gian Francesco D'Adda. A partire dal XVI secolo, con l'introduzione delle armi da fuoco, causò il lento declino del castello di Cassano: nel 1703, adibito ormai a carcere militare, vide 4500 soldati piemontesi comandati da Eugenio di Savoia, alleato degli austriaci nella guerra contro la Francia, rinchiusi e lasciati morire di inedia. La cappella del Revellino in riva alla Muzza e una lapide murata ivi presente ricordano la tragedia.
Nel 1764 si iniziò a demolire il ricetto, di cui è ancora riconoscibile l'ingresso nella grande porta di forme ottocentesche che si apre sull'attuale piazza Garibaldi.
Nel 1781, il castello divenne proprietà di Giovanni Battista d'Adda. In seguito, finì nelle mani dei Borromeo.

### Età contemporanea
Nel XIX secolo l'ala destra del castello venne adibita a opificio: la trasformazione comportò la chiusura del portico e del sovrastante loggiato attorno al cortile centrale, secondo la tipologia del castello visconteo. Fino al 1959 l'edificio fu carcere mandamentale, poi magazzino e locale da ballo. L'edificio storico, da alcuni decenni di proprietà privata, è attualmente oggetto di importanti lavori di restauro che stanno riportando alla luce le forme originarie. Sono stati restaurati 2 500 m² di decorazioni murarie, in gran parte ignote fino a ora. Gli affreschi di maggior pregio sono quelli rinvenuti al primo piano, nella cappella fatta costruire da Ottone Visconti alla fine del XIII secolo: sulle pareti, tagliate a metà da un pavimento aggiunto in una delle tante fasi di trasformazione subite dal castello nel corso dei secoli, sono rappresentati schiere di angeli e di santi, una Madonna in trono, Mosè che riceve le Tavole, mentre il soffitto, diviso in quattro vele, è decorato da medaglioni raffiguranti i Profeti.
Gli accreditati storici dell'arte interpellati hanno attribuito gli affreschi alla scuola giottesca, ipotizzando quali autori Giovanni da Milano o il Maestro di Viboldone. Altre decorazioni di pregevole fattura sono state rinvenute nell'appartamento signorile al piano terra, dove le pareti sono decorate da finti panneggi e decorazioni geometriche tipiche del periodo visconteo. Decorazioni che imitano riquadri di marmi policromi sono presenti lungo tutto il porticato del cortile interno, sovrastato da un loggiato che si sta ripristinando. Le recenti scoperte sono di tale rilevanza da modificare l'immagine stessa del castello di Cassano, considerato finora soltanto per gli aspetti di presidio militare: i raffinati apparati decorativi degli interni testimoniano infatti anche un uso residenziale dell'edificio.